# Qaidi
Qaidi (im Deutschen auch Qaidi, Qaidy) ist eine kurdisch-jesidische Adelsfamilie aus dem kurdischen Autonomiegebiet des Nordiraks. Bis 2008 war Nadjim Agha, Sohn des Hussein, Sohn des Mirzo, das Oberhaupt des Stammes. Vor seinem Tod gab er die Stammesführung an seinen zweitgeborenen Sohn Hadji weiter.

## Biografie der Oberhäupter

### Mirzo Agha
Das genaue Geburtsdatum Mirzos ist nicht bekannt. Mirzo Agha ist nach seinem Großvater benannt. In der Blüte seiner Herrschaft wurde er wegen seiner herausgehobenen Stellung von Feinden der Familie ermordet. Dadurch entstand zwischen den Qaidis und der Familie des Mörders eine Blutfehde. Mirzo wurde durch seinen Bruder Nadjim Agha gerächt. Mirzo war Mitglied im letzten irakischen königlichen Rat unter König Faisal II.

### Nadjim Agha

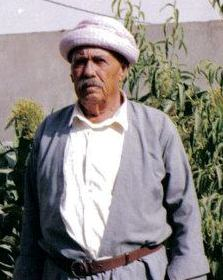
Nadjim Agha Ende der 1980er Jahre in seinem Garten in Sina/Nordirak

Nadjim Agha hat seinen Bruder Mirzo Agha gerächt, wofür er zum Tode verurteilt wurde. Durch eine Begnadigung wurde er nach fünf Jahren aus dem Gefängnis entlassen. Schließlich wurde er zum Oberhaupt des Stammes gewählt. Während der Herrschaft Saddam Husseins verbrachte Nadjim Agha viele Jahre in den Bergen Kurdistans als einer der hochrangigen Peschmergas. Während seiner Aufenthalte in den Bergen regelte seine Frau Scherin die Angelegenheiten des Stammes. Sie wurde von den Stammesmitgliedern „Dade“ (kurdisch Mutter) genannt. Nadjim Agha und Dade Scherin haben sieben Kinder. Zwei davon (Zwillinge) sind mit ca. einem Jahr unter Saddams Embargo gegen die Kurden gestorben. Nach dem Tod seiner ersten Frau heiratete Nadjim Agha ein zweites Mal. Aus dieser Ehe sind drei weitere Kinder hervorgegangen.

### Hadji Agha
Hadji Agha ist im Jahre 1957 im Norden des Iraks geboren. Er wurde von seinem Vater Nadjim Agha zu dessen Nachfolger erwählt. Hadji Agha ist ein Militärstratege und ein Peschmerga, der bei den Barzani-Revolten eine herausragende Rolle in der Provinz Duhok gespielt hat. Er ist Politik- und Wirtschaftswissenschaftler und Geologe mit dem Spezialgebiet Erdöl. Unter Saddam Hussein war er Ende der 1980er Jahre als politischer Gefangener unter anderem im Abu-Ghuraib-Gefängnis inhaftiert. Mitte der 1990er Jahre emigrierte er als politischer Flüchtling nach Europa. Kurz vor dem Sturz von Saddam Husseins Regime kehrte er in das kurdische Autonomiegebiet zurück. Die meisten seiner Söhne sind in Europa geblieben, um an der Universität zu studieren.

## Festlichkeiten der Qaidis

### Tuafa Karajal

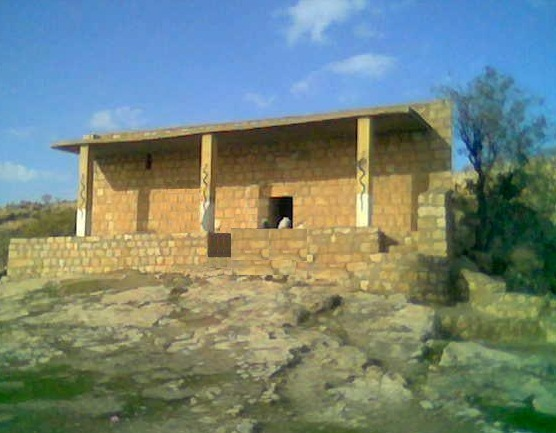
Grabstätte des heiligen Karajals auf dem Gipfel des Berges in Sina/Nordirak

Tuafa Karajal ist eine Festlichkeit, die jedes Jahr am vierten Mittwoch im April zu Ehren des heiligen Karajals stattfindet. Dieses Fest ist zugleich auch das Familienfest der Familie Qaidi. Überlieferungen zufolge sind Mirzo Agha und Nadjim Agha direkte Nachfahren Karajals.

### Qabax

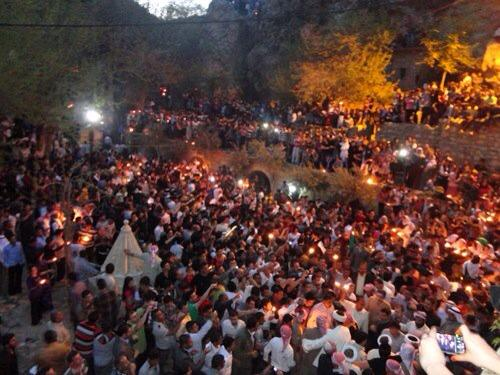
Qabax-Feierlichkeiten in Lalisch zu Ehren des Stammesführers der Qaidis

Qabax gehört zu den religiösen Festlichkeiten der Jesiden und kommt aus dem kurdischen Gaibax und bedeutet die Weidegründe des heiligen Stiers. Dieses Fest wird jährlich zu Ehren des Oberhaupts der Qaidis in der Pilgerstadt Lalisch veranstaltet. Die Feierlichkeiten gehen auf die Rückeroberung Lalischs durch die Jesiden zurück. Nachdem Lalisch von islamischen Eroberern besetzt worden war, gelang es den Qaidis, damals unter dem Namen Dassen-Fürstentum bekannt, Lalisch zu befreien. Daraufhin haben die religiösen jesidischen Würdenträger diesem Dassen-Fürstentum den Titel der Führer/Könige, auf Arabisch Qaidi bzw. Qaid verliehen. Diesen Namen trägt der Stamm bis heute.